# اسب‌شناسی

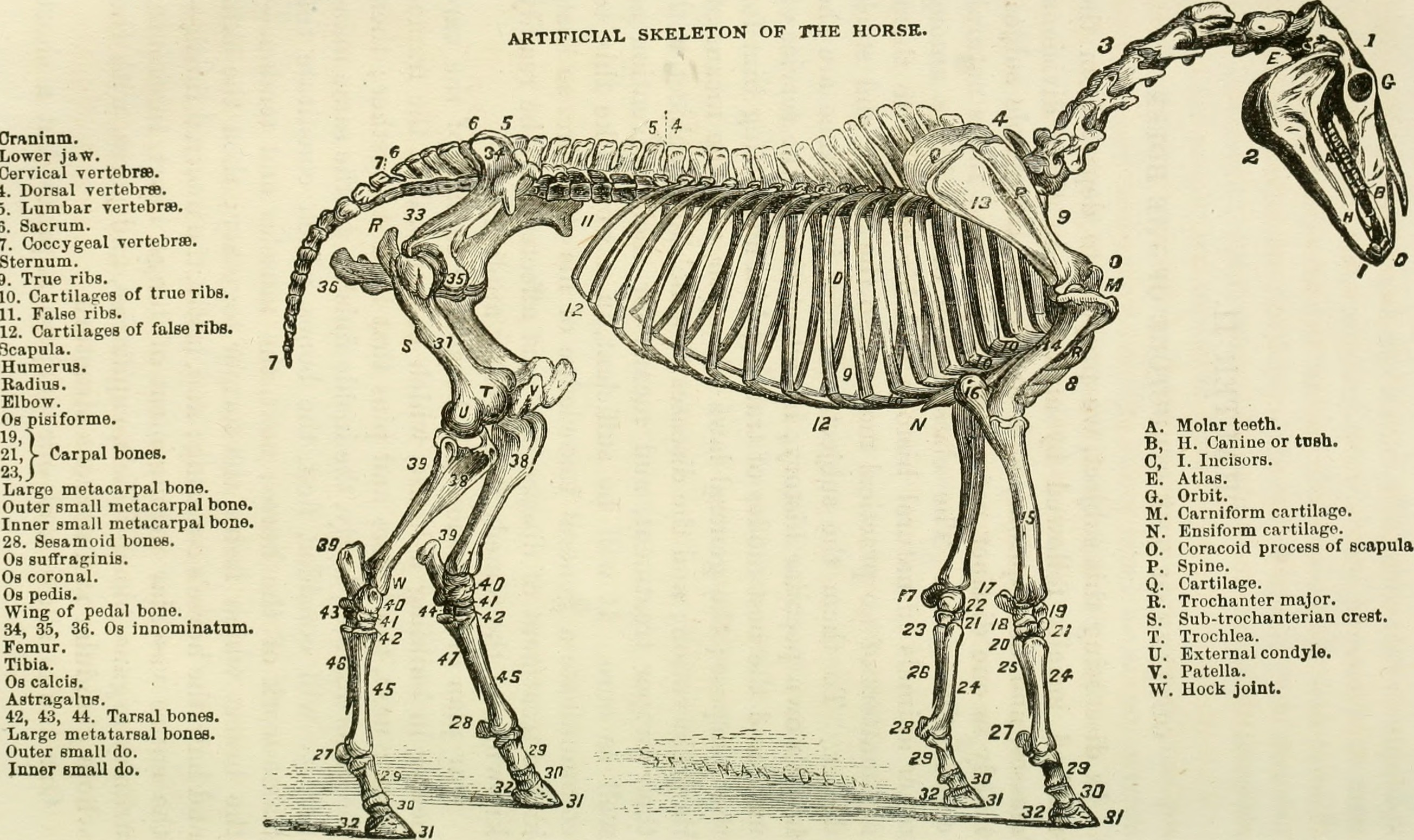
قسمت‌های مختلف بدن اسب

اسب‌شناسی (به انگلیسی: Hippology) (از یونانی: ἵππος، اسب آبی، «اسب»؛ و λόγος، logos، «مطالعه») مطالعه اسب است.
امروزه، اسب‌شناسی عنوان مسابقه‌ای برای دانش دامپزشکی و مدیریت اسب است که در مسابقات 4-H، کشاورزان آینده آمریکا (FFA) و بسیاری از مسابقه‌های نژاد اسب استفاده می‌شود. اسب‌شناسی شامل چهار مرحله است: قضاوت اسب، آزمون‌های کتبی و شناسایی اسلایدها، ایستگاه‌های شناسایی و تیم حل مسئله. بسیاری از جوانان در سراسر ایالات متحده و در کشورهای دیگر سالانه در اسب‌شناسی رقابت می‌کنند و دانش خود را از همه چیز «اسب» نشان می‌دهند. مواردی که در مسابقه تحت پوشش قرار می‌گیرند ممکن است هر موضوع اسب را شامل تولیدمثل، آموزش، انگل‌ها، درساژ، تاریخچه و ریشه‌ها، کالبدشناسی و فیزیولوژی، سوارکاری و مهارزنی، صنعت اسب، مدیریت اسب، نژادها، ژنتیک، بازی‌های غربی، رنگ‌ها، اسب‌های معروف در تاریخ، قطعه‌های زین، انواع رکاب، گام‌زنی، مسابقه‌ها، گیاهان سمی و تغذیه.